# Natalia Polonska-Vasylenko

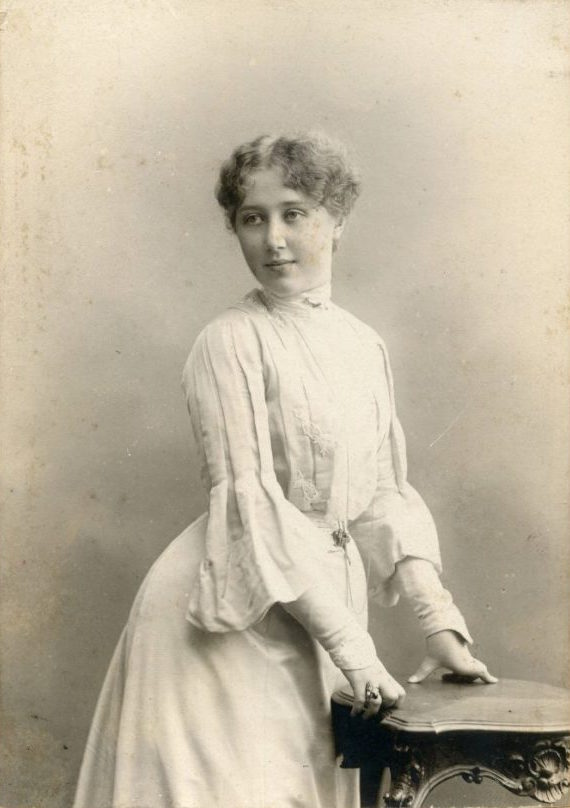
Natalia Polonska-Vasylenko.

Natalia Polonska-Vasylenko (en ukrainien : Наталія полонська-Василенко), née le 12 février 1884 à Kharkiv dans l'Empire russe et morte le 8 juin 1973 à Dornstadt, près de Ulm en Allemagne de l'Ouest, était l'une des principales historiennes ukrainiennes du XXe siècle. Elle était l'épouse de l'académicien d'histoire et homme d'État ukrainien Mykola Vasylenko.

## Biographie
Natalia Polonska-Vasylenko appartenait à la noblesse russe; son père était un officier impérial russe Dmitry Menshov (1855-1918). Natalia Polonska-Vasylenko a étudié l'histoire sous Mitrofan Dovnar-Zapolski à l'université de Kiev et à partir de 1912 a été membre de la Société historique de Nestor le Chroniqueur basée à Kiev.
À partir de 1916, elle est chargée de cours à l'Université de Kiev et directrice de son musée archéologique. Au cours des années 1920, elle a été professeure aux instituts de géographie, d'archéologie et d'art de Kiev et associée de recherche à l'Académie ukrainienne des sciences (VUAN). Elle a été témoin, mais a survécu aux purges de Joseph Staline des années 1930 et fut membre de l'académie réorganisée et soviétisée de 1937 à 1941.
En 1940, elle obtint son doctorat et devint professeur à l'université de Kiev. Pendant l'occupation allemande, elle a dirigé les archives centrales de Kiev et a travaillé dans l'administration de la ville de Kiev. Elle a été responsable du changement de nom des rues et a consulté le musée des archives de la période de transition de Kiev (dédié aux réalisations de l'occupation allemande et aux crimes des communistes). Alors que le vent de la guerre tournait contre les Allemands, elle s'enfuit vers l'ouest, d'abord vers Lviv, puis vers Prague et enfin vers la Bavière. Elle a été professeur à l'université libre ukrainienne à Prague à la fin de la Seconde Guerre mondiale, puis a déménagé avec cette institution à Munich où elle a continué à enseigner jusqu'à sa mort en 1973.

## Œuvres
Natalia Polonska-Vasylenko était une spécialiste de l'archéologie ukrainienne, de l'histoire de la Russie, de celle de Kiev, de l'histoire ultérieure des cosaques zaporogues et de l'histoire de son temps. Elle a également beaucoup écrit sur l'historiographie ukrainienne moderne.
Avant la Première Guerre mondiale, elle participa à la compilation et à la rédaction d'un grand atlas d'histoire culturelle russe qui sera publié en trois volumes entre 1913 et 1914. Au cours des années 1920, elle publia abondamment dans les divers périodiques de l'Académie ukrainienne sur les cosaques de zaporogues et la transformation et l'absorption du sud de l'Ukraine dans l'Empire russe sous les règnes de Catherine la Grande et de ses prédécesseurs.
Pendant la Guerre froide, privée de l'utilisation des archives de son pays natal, Natalia Polonska-Vasylenko a rassemblé et réimprimé nombre de ses études antérieures sur les cosaques zaporogues (1965-1967), a écrit plusieurs mémoires sur la vie intellectuelle ukrainienne dans l'Ukraine révolutionnaire et soviétique, y compris une histoire de l'Académie ukrainienne des sciences (2 volumes 1955-1958). Elle publia un livre sur les répressions staliniennes des historiens ukrainiens (en 1962). Elle se tourna de plus en plus vers la synthèse, en fin de carrière, publiant un volume sur l'historiographie ukrainienne (en 1971) et une histoire générale de l'Ukraine en deux volumes (1973-1976).
Dans son approche générale de l'histoire ukrainienne, Natalia Polonska-Vasylenko a suivi l'exemple de l'historien ukrainien également émigré comme elle, Dmytro Dorochenko, et a écrit dans un esprit conservateur, soulignant l'importance de la classe des officiers cosaques et de la noblesse ukrainienne. Elle considérait les aspirations de cette classe à l'unité nationale et à l'indépendance, ou, du moins, à l'autonomie, comme l'un des principaux courants de l'histoire ukrainienne. Elle caractérisait le XIXe siècle comme une période d'occupation russe et autrichienne. Elle a terminé son histoire générale avec l'avènement de la domination soviétique.